# Trà Việt Nam

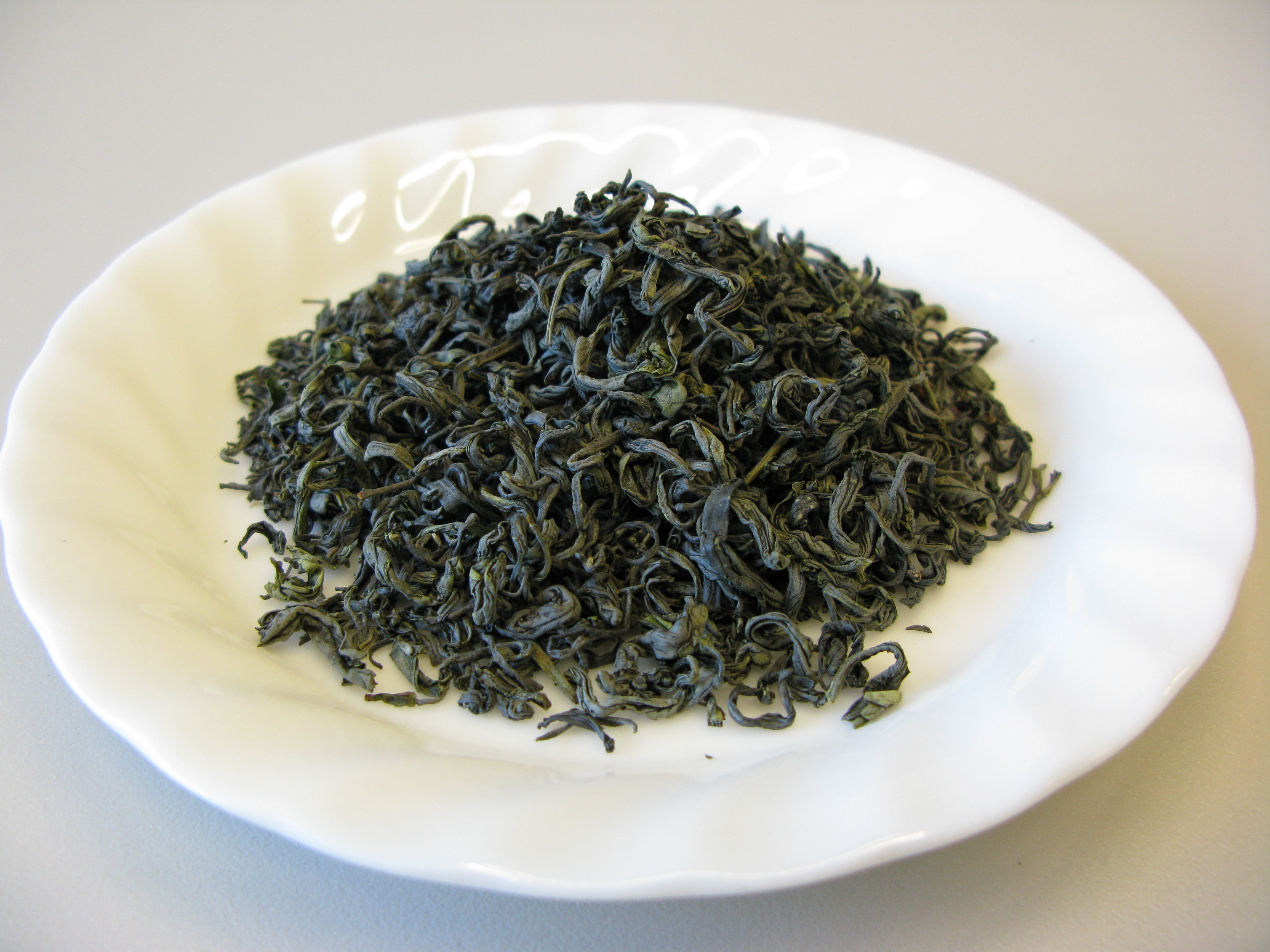
Trà móc câu Thái Nguyên

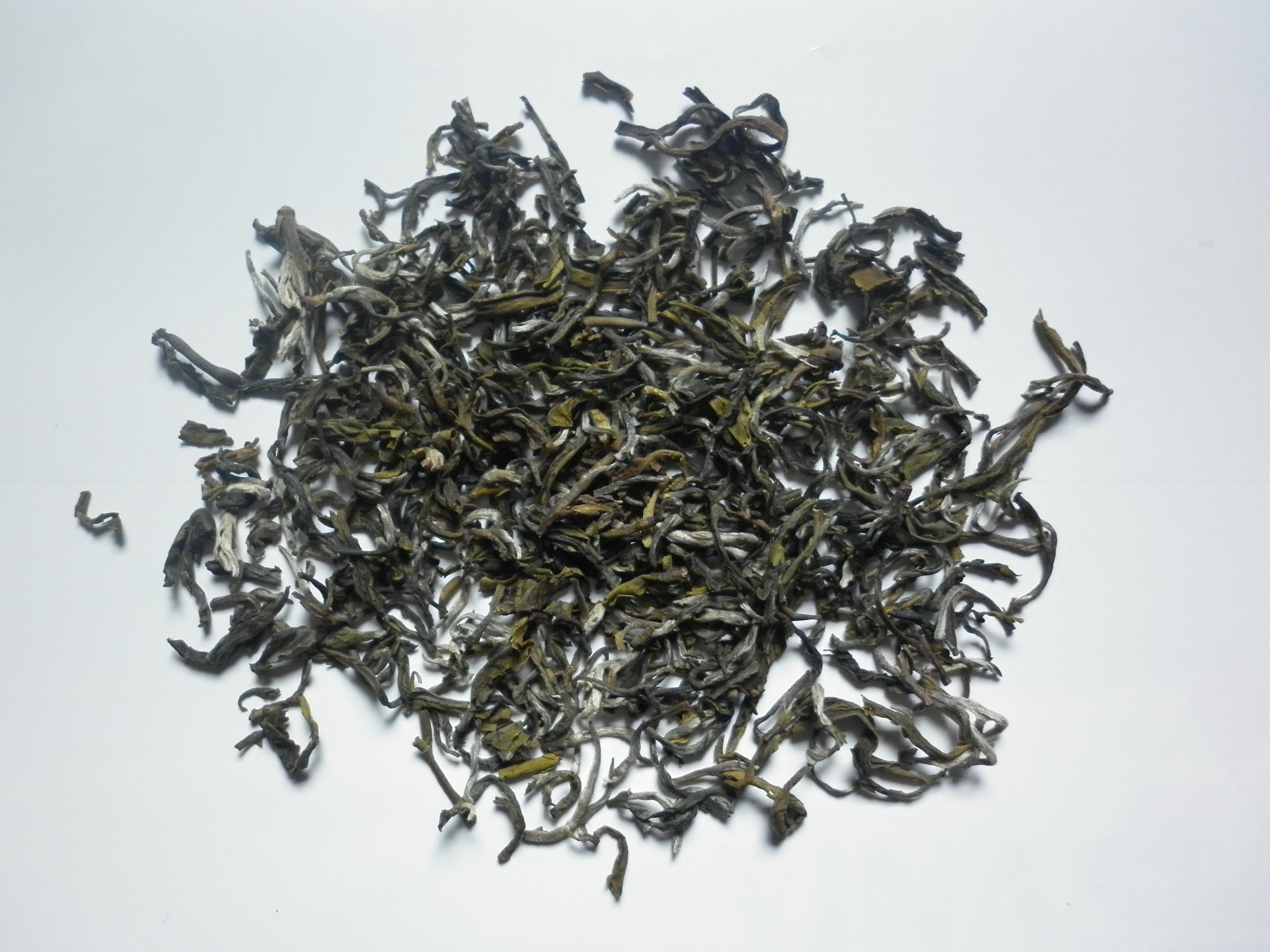
Trà Shan tuyết Việt Nam

Văn hóa trà Việt Nam với những nét đặc trưng và tinh túy riêng, đã đóng góp vào nền văn hóa trà thế giới.
Người Việt Nam luôn tự hào với công phu tẩm ướp, pha trà và thưởng thức trà. Trà Việt Nam có thể được chia làm ba loại: trà hương, trà mạn và trà tươi.

### Trà hương
Đây là loại trà đặc trưng của Việt Nam vì người Việt Nam rất thích uống trà ướp hương của các loài hoa như hoa lài, hoa sói, hoa sen, hoa ngâu, hoa cúc..., thường trà được ướp hoa trước và đóng gói sẵn để dễ dùng. Nói đến trà hương là phải nói đến ba loại trà hương rất đặc sắc: trà sen, trà ngũ hương và trà hoa sứ.
- Trà sen: Trà sen được sử dụng phổ biến từ lâu tại Việt Nam. Đặc biệt người dân Hà Nội luôn tự hào với cách tẩm ướp, pha trà và thưởng trà của họ[cần dẫn nguồn]. Trà sen trở thành một tinh thần đặc trưng của văn hóa trà Việt Nam, mang trong đó nhiều triết lý, lịch sự và lòng kính trọng.

- Trà ngũ hương: Là trà uống trong các dịp lễ tết, nhất là Tết Nguyên Đán. Một khay trà đặc biệt có 5 chỗ trũng, đặt vào 5 loài hoa bắt hương nhất là lài, sói, sen, ngâu và cúc. Tráng ly cho nóng và đặt úp lên các bông hoa, đợi một chút rồi lấy ly đó để thưởng thức trà.
- Trà hoa sứ: Hoa sứ không thể ướp trực tiếp vào trà như các loài hoa trong ngũ hương, chỉ có thể thưởng hương bằng một ly nhỏ nóng úp lên hoa rồi dùng lý đó uống trà.

### Trà mạn
Trà mạn là trà không ướp hương, chú trọng đến sự tinh tế trong cách thưởng thức trà. Trà mạn có những tiêu chuẩn phức tạp về trà, nước pha trà, ấm uống trà, cách pha trà và bạn thưởng trà. Trà mạn có hai loại chính là trà Tàu và trà Thiền.
- Trà Tàu: Ảnh hưởng nhiều từ tinh thần và phong cách của trà Trung Hoa, thường dùng trà Trung Quốc, chuộng ấm đất Nghi Hưng và rất tỉ mỉ về cách để có chén trà ngon.
- Trà Thiền: Là cách uống trà mang nặng tính Thiền, lấy trà làm duyên để hướng vào nội tâm. Trà Thiền nhằm giáo dục con người.

### Trà tươi (chè tươi)

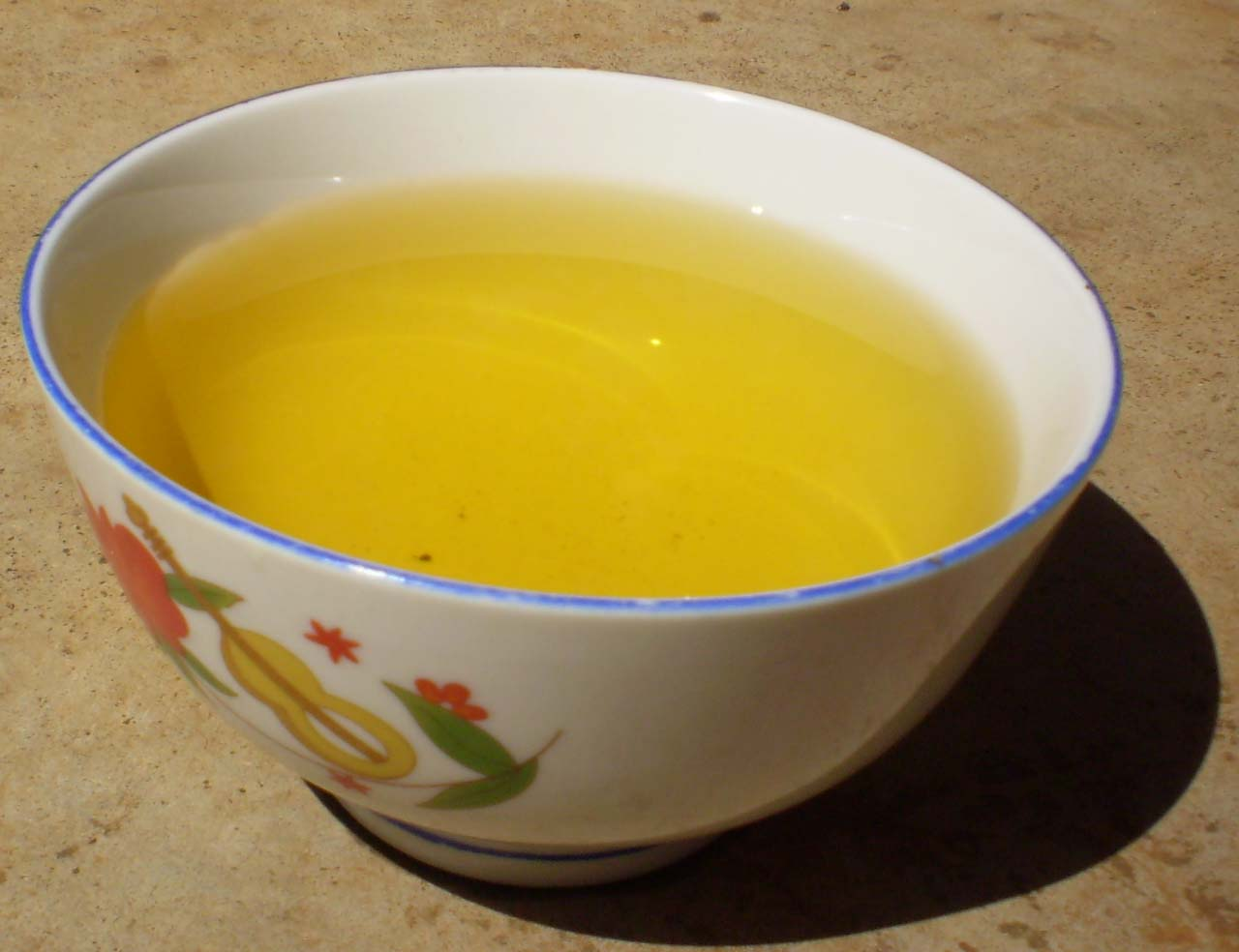
Một bát chè tươi

Trà tươi là cách uống trà cổ xưa nhất của người Việt. Dùng lá chè tươi, vò nhẹ và cho vào nồi nấu, sau đó thưởng thức bằng bát sành lớn bên bếp lửa. Tại những làng cổ, các gia đình trong làng thường luôn phiên nấu trà mỗi tối để thiết đãi cả làng. Trà tươi là cách thưởng trà hun đúc tình xóm, làm con người thân thiện và gần gũi nhau.
Dùng lá chè tươi rửa sạch, cũng giống như cách pha tra khô khác bằng cách hãm trà, tức là nước đun sôi rồi chế nước vào ấm. Sau 3-5 phút là có thể có chén trà ngon. Nếu pha bằng cách cho lá trà vào nồi đun lên thì nước trà có màu không đẹp và rất đắng.